# Bernardo Atxaga

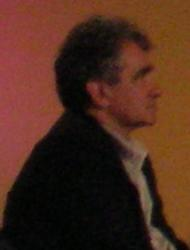
Bernardo Atxaga en 2007 durant le National Eisteddfod.

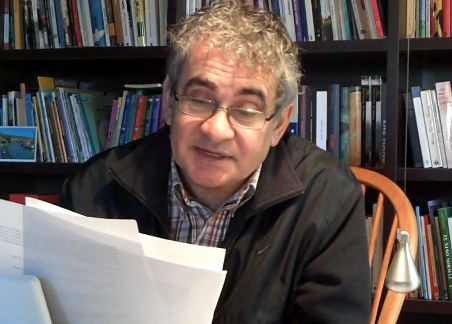
Bernardo Atxaga en 2009.

Bernardo Atxaga, pseudonyme de José Irazu Garmendia, est un écrivain basque espagnol, né le 27 juillet 1951 à Asteasu. Il écrit des contes, romans, poésies et essais intégralement en langue basque.
Traduit dans de nombreuses langues, Bernardo Atxaga est l'écrivain en langue basque le plus lu et traduit.
Il est membre de plein droit à l'Académie de la langue basque depuis 2006, membre de Jakiunde, l'Académie des sciences, des arts et des lettres d'Eusko Ikaskuntza depuis 2010 et a reçu le Prix national de Narration en 1989 pour Obabakoak.

## Biographie
Après une licence en sciences économiques à l'Université de Bilbao et des études de philosophie à l'université de Barcelone, il exerce différents métiers tels que scénariste radio, enseignant de basque, libraire, économiste... jusqu'en 1980 où il se consacre à temps complet à l'écriture.
Il publie son premier texte en 1972 dans une anthologie d'auteurs basques et son premier roman, Ziutateak (De la ciudad), paraît en 1976. Son premier recueil de poèmes Etiopia paraît en 1978. Il a écrit des pièces, des chansons, des romans ainsi que des nouvelles. Son recueil de nouvelles, Obabakoak, publié en 1988 a eu un grand succès et lui a valu de nombreux prix. Jusqu'à présent, le livre a été traduit dans une vingtaine de langues et a été porté à l'écran en 2005 par Montxo Armendáriz sous le nom d'Obaba).
En 2007-2008, il passe une année d'écriture à l'Université du Nevada à Reno au Centre des Études basques. Cette expérience en famille séjour est traitée dans son livre Séjour au Nevada (2013).
Soinujolearen semea, sa dernière œuvre à ce jour, porte sur la disparition de l'univers nostalgique précédemment développé dans Obabakoak, un monde qui, selon l'auteur, a cessé d'exister. Elle paraît en 2004 en version castillane : El hijo del acordeonista.
Atxaga écrit en général en langue basque (Euskara) mais traduit également ses œuvres en espagnol. Suivant l'exemple d'Obabakoak qui a été traduit dans 23 langues, nombre de ses œuvres ont été traduites dans d'autres langues. C'est aussi l'écrivain de langue basque le plus récompensé de tous les temps.
Il réside en ce moment dans un village d'Alava, à Zalduondo.

## Œuvres

### Romans
- Behi euskaldun baten memoriak (Mémoires d'une vache basque, Pamiela, 1991)
- Gizona bere bakardadean (L'Homme seul, Pamiela, 1993)
- Zeru horiek (The Lone Woman, version Anglaise Harvill, 1996)
- Le Fils de l'accordéonniste, Christian Bourgois, 2004
- Sept maisons en France, Christian Bourgois, 2011
- Séjour au Nevada [« Nevadako egunak »], Christian Bourgois, 2016, 470 pages  (ISBN 978-2-2670-2967-3)

### Nouvelles
- Bi Anai, 1985. Erein. (Les deux frères, Erein, 1985)
- Bi letter jaso nituen oso denbora gutxian (Deux lettres, Erein, 1985)
- Obabakoak, (Les Gens d'Obababa, Christian Bourgois, 1988) — Prix national de Narration
- Henry Bengoa inventarium, Sugeak txoriak begiratzen dionean, Zeru horiek (Henry bengoa inventarium. Quand le serpent regarde l'oiseau, La femme seule, Erein, 1995)
- Sara izeneko gizona (L'homme nommé Sara, Pamiela, 1996)

### Poésie
- Etiopia (Éthiopie, Pott, 1978),
- Nueva Etiopia (Nouvelle Éthiopie, Detursa, 1997)

### Livres pour enfants
- Chuck Aranberri dentista baten etxean (Chuck Aranberri chez le dentiste, Erein, 1985)
- Nikolasaren abenturak, Ramuntxo detektibe (Les Aventures de Nicolas, détective Ramuntxo, Elkar 1979)
- Siberiako ipuin eta kantak (Histoires et chansons de Sybérie, Erein)
- Jimmy Potxolo, Antonino apreta, Asto bat hipodromoan, Txitoen istorio, Flannery eta bere astakiloak (Elkar)
- Xolak badu lehoien berri (Erein, 1995),
- Xola eta basurdeak (Xola et les cochons sauvages, Erein 1996) - Lauréat du 'prix de littérature basque pour enfants' en 1997
- Mundua eta Markoni (Le Monde et Marconi, BBK fundazioa, 1995)
- Behi euskaldun baten memoriak  (Mémoires d'une vache, Pamiela, 1991)

### Autres travaux
- Ziutateaz, 1976. Luis Haranburu.
- Soinujolearen semea, 2003. Pamiela.
- Teresa, poverina mia, 2004. Argia.
- Zazpi etxe Frantzian, 2009. Pamiela.

## Prix et reconnaissance
- Premio de la Crítica pour Bi anai, 1985 ;
- Prix Euskadi dans la catégorie « Littérature en langue basque » Obabakoak, 1989 ;
- Prix Euskadi dans la catégorie « Littérature pour enfants » Xola eta Basurdeak, 1997 ;
- Prix Euskadi dans la catégorie « Littérature en langue espagnole » Lista de locos y otros alfabetos, 1999 ;
- Prix Millepages pour Obabakoak
- Prix national de Narration pour Obabakoak
- Médaille d'or du mérite des beaux-arts, décernée par le Ministère de l'Éducation, de la Culture et des Sports espagnol, 2024[6] ;

## Adaptation au cinéma
- 2002  : Saldría a pasear todas las noches. Declaración de Katerina : adaptation d'un de ses contes par Paula Ortiz[7].
- 2005 : Obabakoak adapté par Montxo Armendáriz avec le film Obaba[8].